# Marioneta

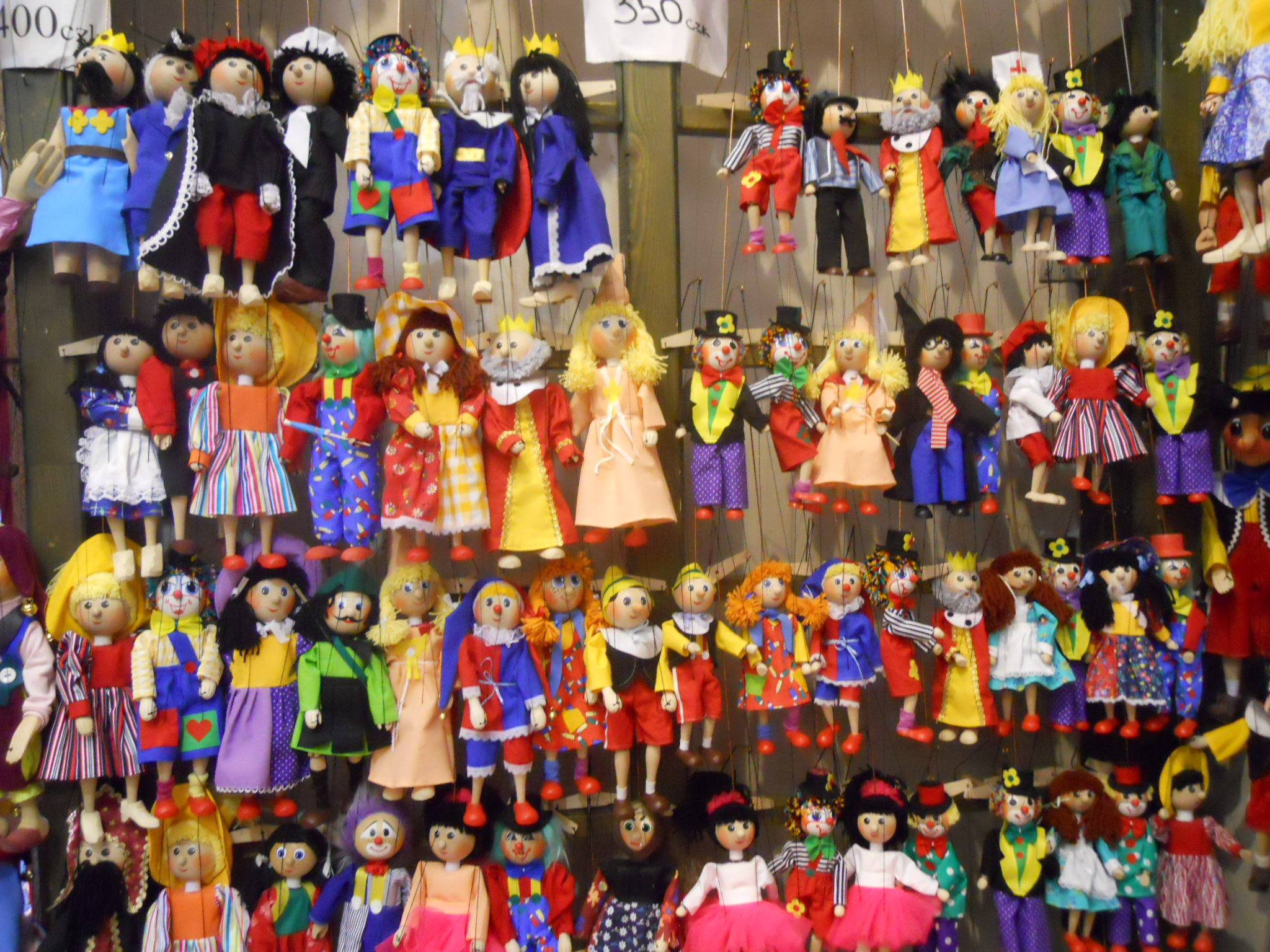
Marionetas en una tienda de Praga.

Marioneta (palabra usada a menudo para nombrar al conjunto de la familia de los títeres, nombre español del teatro de muñecos) es, en su definición más técnica e histórica, una figurilla hecha de diversos materiales (madera, pasta, trapo, metal, plástico, etc.) que manipulada gracias a un conjunto de hilos o cuerdas cobra movimiento. Está considerada por los profesionales, estudiosos y artesanos del ramo, el títere más difícil de manipular y con una de las técnicas más antiguas, teniendo su origen en la marioneta de barra y a pesar de que "como muñeco totalmente movido por hilos sólo aparece a partir del siglo XVIII".

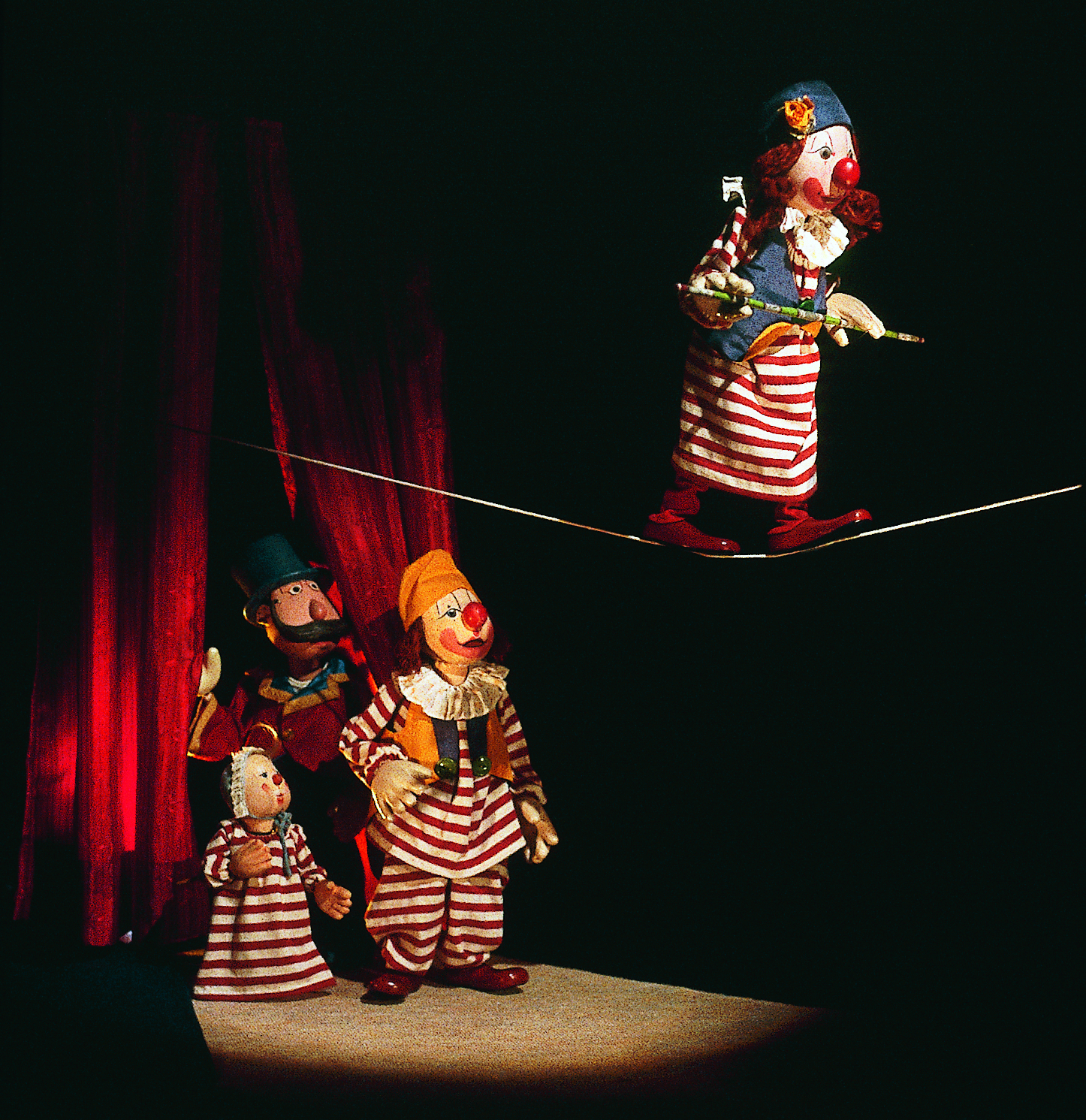
Títeres payasos en un circo de marionetas sueco.

## Origen del nombre
La palabra marioneta es de origen francés. Que da noticia de que «marionette» se llamaba al clérigo (titiritero) que usando distintas voces, por lo general agudas, chillonas o en falsete (simulando ser femeninas), daba voz a los muñecos en representaciones religiosas donde aparecía la virgen María; del mismo modo, cuando aparecían personajes malvados y brutales usaba una voz grave pero igualmente falsa.
Por su parte, la palabra títere es onomatopéyica, y al parecer pudo tener su origen en el ti-ti que hacían los actores con el peculiar tono de voz que da el uso de la lengüeta o alguna otra especie de pito durante las representaciones. Así lo explicaba en 1611 Covarrubias en su valioso y curioso diccionario:

Títeres son ciertas figurillas que suelen traer extranjeros en unos retablos que, mostrando tan solamente el cuerpo de ellos, los gobiernan como si ellos mismos se moviesen, y los maestros que están dentro, detrás de un repostero y del castillo que tienen de madera, están silbando con unos pitos, que parecen hablar las mesmas figuras; y el intérprete que está acá fuera declara lo que quieren decir, y porque el pito suena "ti ti", se llaman títeres.
 Sebastián de Covarrubias

## Historia

### Grecia, Roma y Edad Media

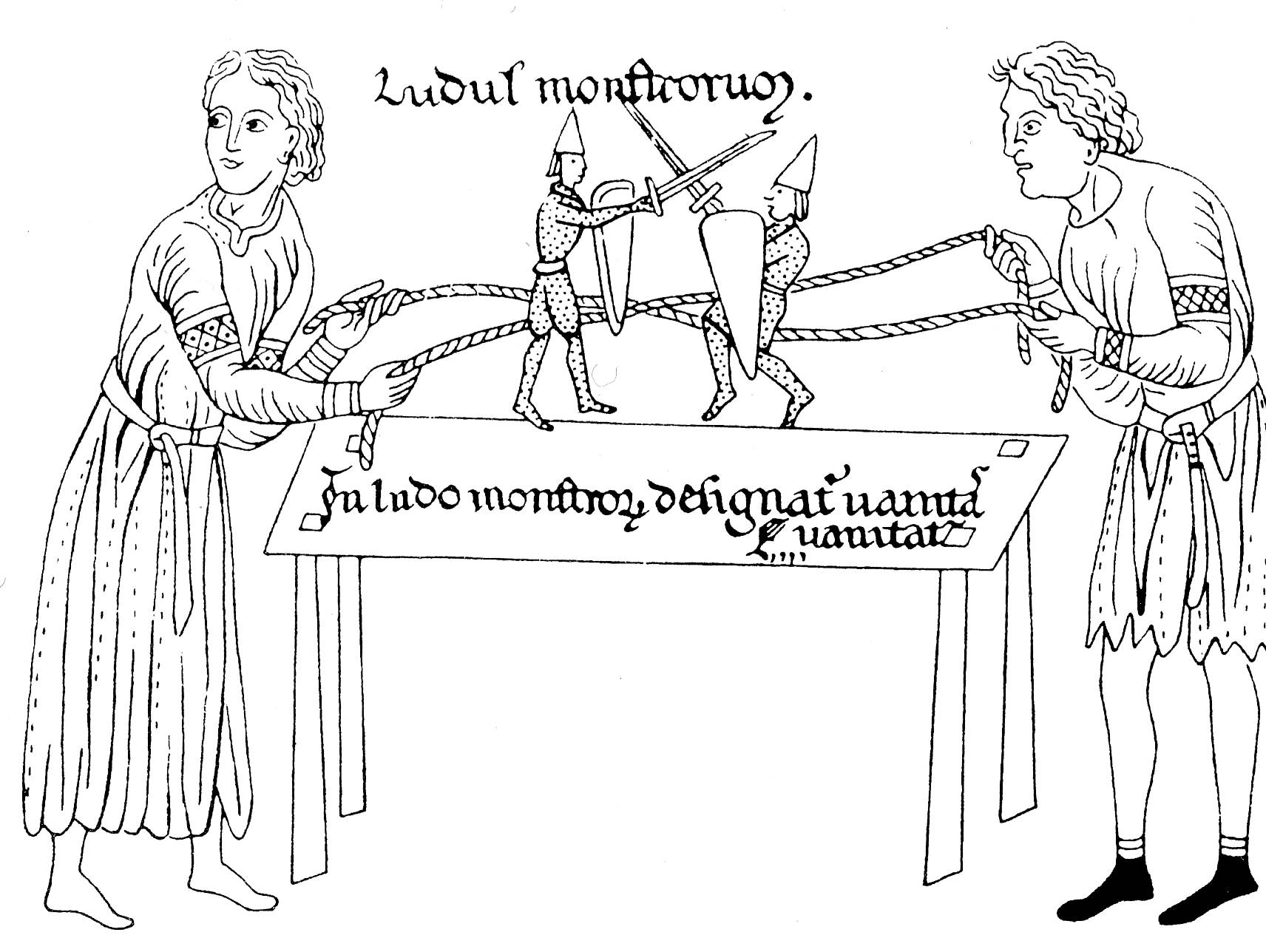
Grabado del del Códice Hortus Deliciarum (ca. 1150) de Herrad von Landsberg.

La técnica de muñecos manipulados con hilos era común entre los griegos, que llamaban a esas figuritas neurospasta, palabra que viene a significar "objeto puesto en movimiento por hilos", expresando así su naturaleza. Aristóteles habla de ellos cuando dice que si "aquellos que hacen mover figuritas de madera tiran el hilo que corresponde a éste o al otro de sus miembros, éste obedece al momento, y se ve así cómo mueven la cabeza, los ojos, las manos, de modo que parece una persona viva". También, ya en la cultura romana, habla de ellos Horacio.
La presencia de muñecos movidos con cuerdas en algunos primitivos grabados europeos sugiere cierta posibilidad de transición entre las máscaras de las farsas atelanas de los romanos y la marioneta medieval. El erudito titiritero cubano Freddy Artiles menciona como uno de los más antiguos, un grabado del siglo XII del Códice Hortus Deliciarum (ca. 1150) del abate Herrad von Landsberg, en el que aparecen dos jóvenes jugando con marionetas de hilos simulando guerreros que pelean sobre una mesa en una justa imaginaria (una puesta en escena gráfica de la técnica de los bavastels). También menciona Artiles otro grabado que muestra el taller de un titiritero fabricando los muñecos y concluye que aquellas figurillas con el cuerpo entero y articulaciones sencillas podían considerarse herederas de las marionetas romanas.

### Títeres
Los artistas que construían y manejaban los muñecos recibieron en España el nombre de titereros (así se lee en El Quijote) o titiriteros. Como otros cómicos de la legua actuaban por lo general al aire libre, en corrales, o en los interiores de los mesones. En el Siglo de Oro español la palabra titiritero amplió su campo semántico y empezó a aludir no solo a los artistas de marionetas sino también a los saltimbanquis, acróbatas, prestidigitadores  y volatineros. Ello produjo una serie de connotaciones negativas para el término "titiritero" que quedó asociado a aquellos que viven en los caminos y viven de sus diversas artes en el mundo de la farándula. También se les confundía o asimilaba en muchos casos con el charlatán. La figura del charlatán del siglo XVIII es un falso médico, con remedios falsos que lo curan todo. Encandilaban con su charla a los espectadores, tanto en espacios abiertos como en los salones donde eran invitados; estas personas tenían a gala el desprecio de los conocimientos antiguos y aseguraban que los suyos, más modernos, eran los que tenían valor. Eran profesionales de la palabra y con ella embaucaban y deslumbraban a su público. Hasta tal punto se apoderaron de la palabra títere que con ellos surgió la titeretería, el arte o la ciencia de los charlatanes.
Cervantes se refiere a esta forma teatral en dos ocasiones: en El retablo de las maravillas, entremés de 1615, y en los capítulos XXV y XXVI de la segunda parte de Don Quijote de la Mancha, publicada aquel mismo año.

## En la cultura

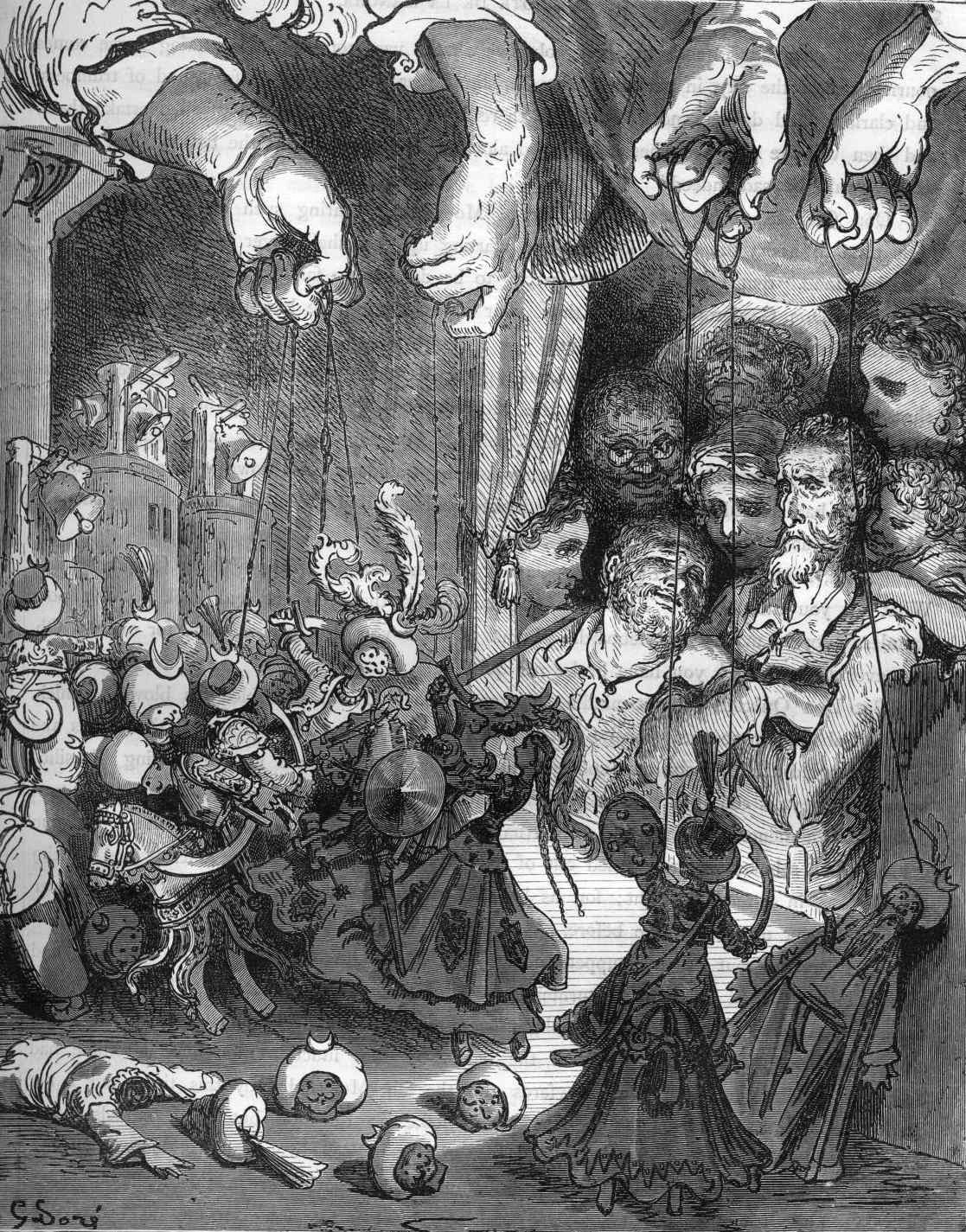
Títeres de cuerda (más tarde conocidos como "marionetas") en el Capítulo XXVI del Quijote, según la ilustración hecha por Gustavo Doré en la segunda mitad del.

En los siglos XVIII y XIX el universo del títere se enriqueció con una nueva diversión: espectáculos realizados con la linterna mágica. Ello influyó sin duda en que el arte de marionetas y títeres mereciera una especial atención entre escritores y músicos de estratos cultos, que participaron en este mundo de muñecos y le dedicaron su tiempo y su trabajo, aumentando la fascinación y el entusiasmo con sus fantasías. Entre los abundantes ejemplos, pueden citarse:
- Al poeta y dramaturgo alemán Goethe  (1749-1832), que publicó 3 dramas con el título genérico Teatro moral y de marionetas recién abierto.
- A los músicos Gluck (1714-1787) y Franz Joseph Haydn (1732-1809), que compusieron en Austria varias obras para teatro de marionetas.
- En el año 1846, la escritora francesa George Sand (Amandine Aurore Lucie Dupin, baronesa Dudevant, 1804-1876), ayudada de su hijo Maurice, creó su propio teatro de marionetas en el castillo de Nohant, en Francia (donde había pasado su infancia). Entre los dos fabricaban los muñecos, Maurice esculpía las cabezas y la escritora confeccionaba los vestidos. Llegaron a tener más de 200. Colaboraron en este entretenimiento los distintos artistas Delacroix (pintor, 1798-1863), Honoré de Balzac (escritor, 1799-1850), y los músicos Georges Bizet (1838-1875), Musset y Liszt. Paralela y simultáneamente fueron surgiendo locales de los que quedan algunos documentados, como los del barrio de Montmartre en París, Le Chat Noir  (donde trabajaban con sombras chinescas ) y el «Petit-Théatre» (con marionetas de hilos). En algunos de ellos se llegaron a poner en escena a autores de la talla de Shakespeare, Aristófanes  y Cervantes.
- Por su parte, y ya en el siglo XX, Manuel de Falla compuso en 1923 El retablo de Maese Pedro (con títeres y escenografía de Hermenegildo Lanz y la colaboración de Manuel Ángeles Ortiz); además de otras colaboraciones con los títeres gaditanos de la Tía Norica, una de las más valiosas colecciones de marionetas de España.[nota 3]  Poco después, en 1930, culminando sus trabajos para los populares títeres de cachiporra, Federico García Lorca escribió el Retablillo de Don Cristóbal.[11]

## Teatrillos, retablos y «tutilimundi»

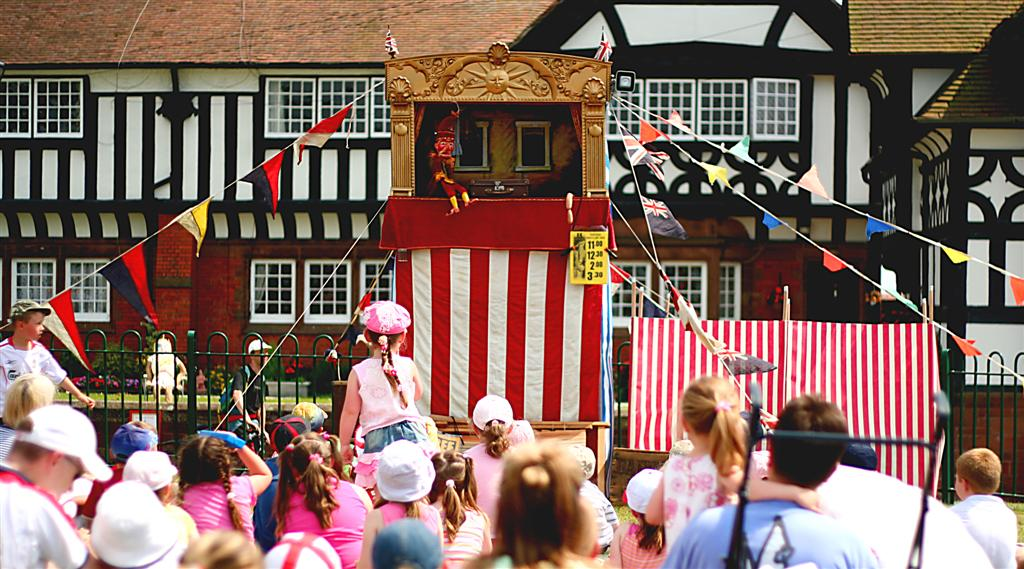
Un teatrillo inglés en las calles de Thornton Hough (en el Merseyside), con una representación de los populares títeres de cachiporra Punch y Judy.

Teatrillo, teatrino y guiñol (por extensión) son algunos de los populares nombres que en España recibe el espacio de representación en el que los títeres viven sus historias. Pequeño teatro a la italiana en miniatura, su estructura cumple la función de escenario al aire libre, con un espacio para ocultar a los titiriteros, consiguiendo así la ilusión de que los títeres tienen vida propia.
En el siglo XVII se les dio a los teatrillos el nombre de retablo por su similitud con los retablos de las iglesias, donde desde antiguo pintores o escultores representaban episodios de la historia sagrada, para que los fieles, en su mayoría supersticiosos, analfabetos e incultos, pudieran visualizar pasajes religiosos. En el capítulo XXV de Don Quijote Cervantes describe muy bien uno de estos retablos, el de Maese Pedro:

"Obedeciéronle don Quijote y Sancho, y vinieron donde ya estaba el retablo puesto y descubierto, lleno por todas partes de candelillas de cera encendidas que le hacían vistoso y resplandeciente. En llegando, se metió maese Pedro dentro dél, que era el que había de manejar las figuras del artificio, y fuera se puso un muchacho, criado del maese Pedro, para servir de intérprete y declarador de los misterios del tal retablo: tenía una varilla en la mano, con que señalaba las figuras que salían."
 Miguel de Cervantes

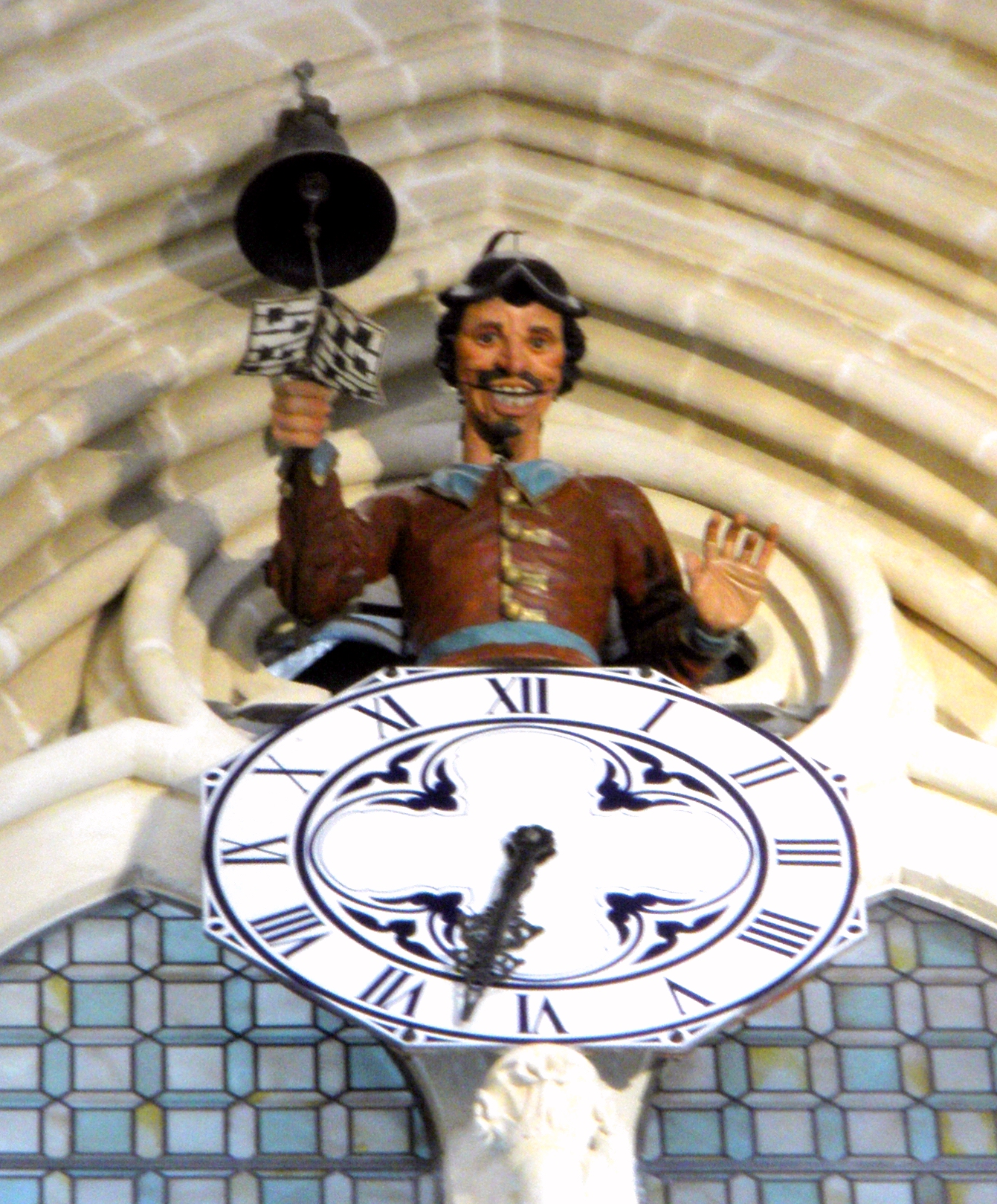
El Papamoscas, popular marioneta del reloj de la catedral de Burgos, ejemplo de automátas de relojería, herederos de los «tutilimundi» de las ferias.

Mientras el nombre de "retablo" se popularizaba entre los titiriteros, los retablos mecánicos (ingeniosos juguetes con muñecos movidos por mecanismos de primitiva relojería) tomaron nombres sonoros italianos como «mundinovi» o «tutilimundi», luego castellanizados como "titirimundi" (en su origen, una reunión de figuras movibles o una especie de cosmorama expuesto en un cajón portátil), que se exhibían en las ferias.
Recuperando esa cultura, Valle-Inclán, en 1910, escribió para marionetas unas obras en que ciertos personajes eran satirizados y presentados como esperpentos. Se representó la obra La cabeza del dragón que en 1926, sería incluida en la trilogía del Tablado de marionetas para educación de príncipes.

## El guiñol
El guiñol,  teatro de títeres de origen francés, tiene dentro del mundo de los títeres y marionetas un origen y características locales propios. Ha quedado noticia de que su creador fue Laurent Mourguet, un dentista (o sacamuelas) de la ciudad de Lyon, que para entretener a sus pacientes y hacerles olvidar el dolor, inventó unas historias que se representaban en su gabinete, con muñecos de guante que se movían detrás de un mostrador. Esto ocurría hacia el año 1895, poco después de haber estallado la Revolución francesa. Mourguet, que llegó a ser muy querido por los vecinos de Lyon, fue perpetuado con un busto levantado en una plaza de la ciudad vieja.

### Personajes del guiñol

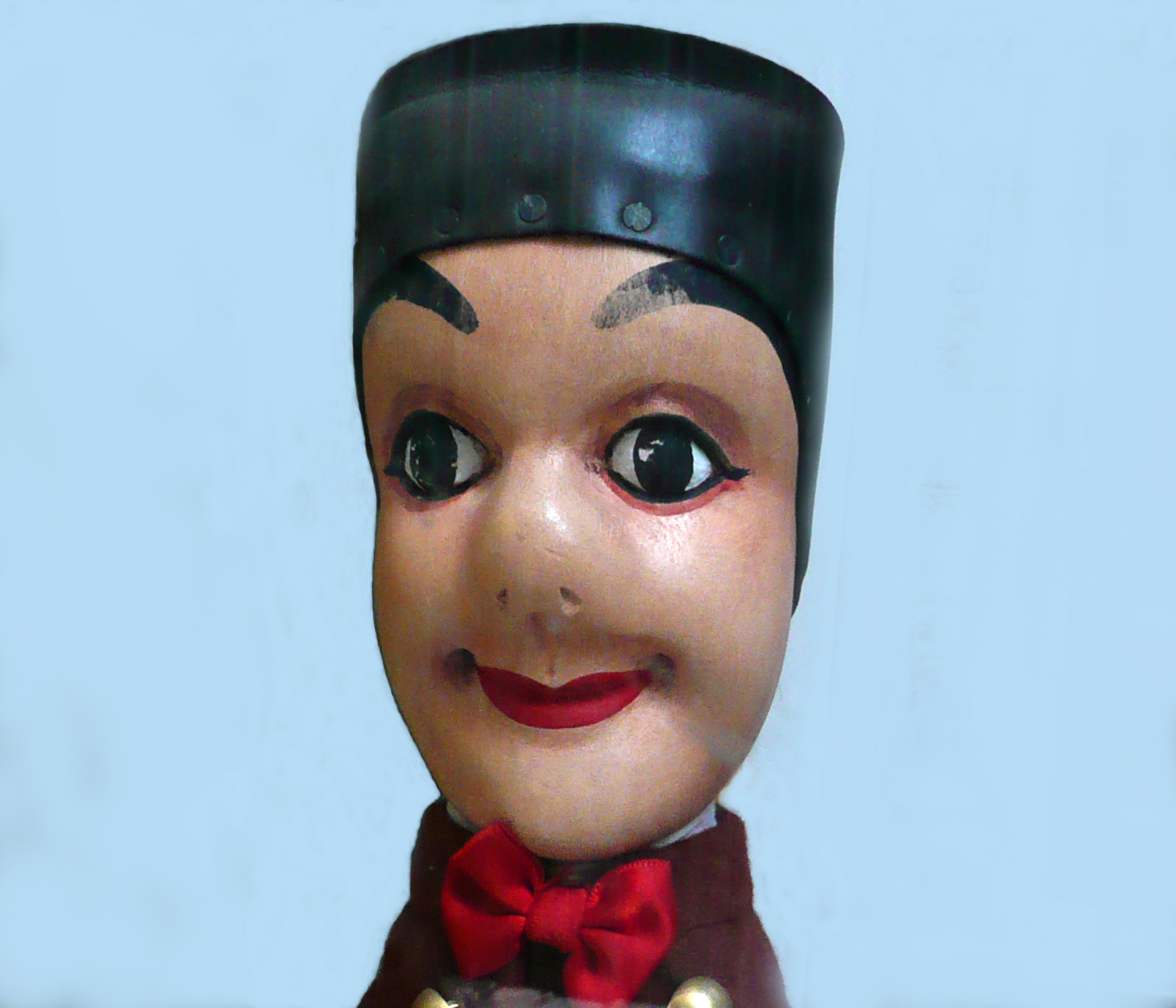
El personaje lionés Guignol.

Los personajes eran tipos populares, con sus aspiraciones, calamidades y problemas, todo ello puesto en tono festivo y crítico para animar y entretener a los espectadores, grandes y chicos. El personaje central se llamaba Guiñol (Guignol), que acabaría dando nombre al conjunto.
Guignol es un canut, es decir un trabajador en una fábrica de hilos de seda. Siempre va vestido con una chaqueta corta, un bonete y una trenza. Su mujer se llama Madelon y va ataviada con un pañuelo a la cabeza. Hay un tercer personaje llamado Gnafron que casi siempre está borracho; es zapatero y viste un delantal de cuero y una gorra de seda. Estos tres personajes tienen sus enemigos constantes que son el juez y el gendarme. La representación termina siempre con los garrotazos que Guignol y sus compañeros dan al juez y al gendarme, con gran contento del público. Por eso una de las características de estas marionetas es el presentarse con una porra debajo del brazo. Las historias pueden variar en el contenido pero la estructura y el final son siempre iguales y es así como los espectadores lo quieren. El final es siempre a garrotazos.

## SigloXX

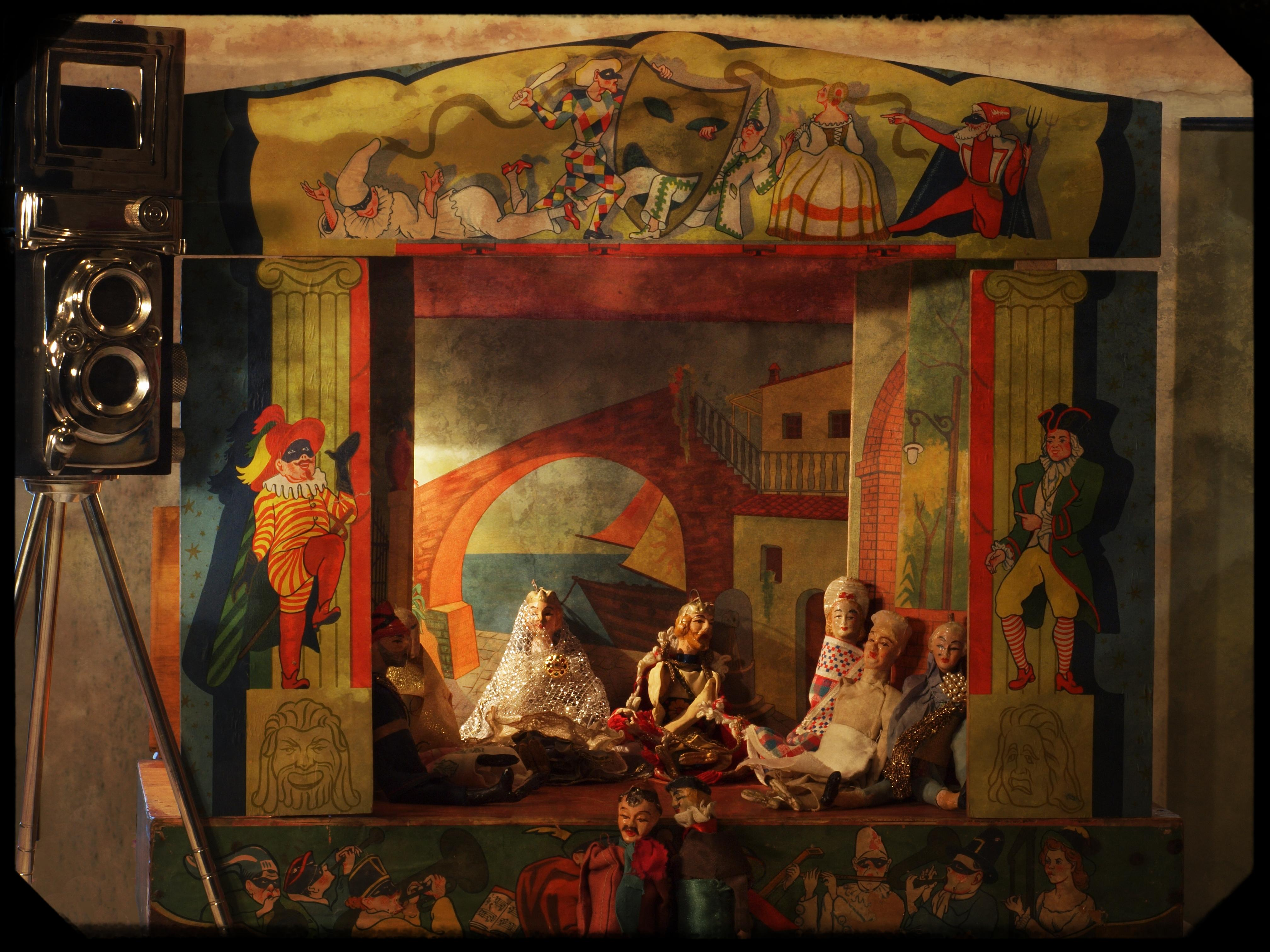
Marionetas articuladas de hilos, Italia, 1959

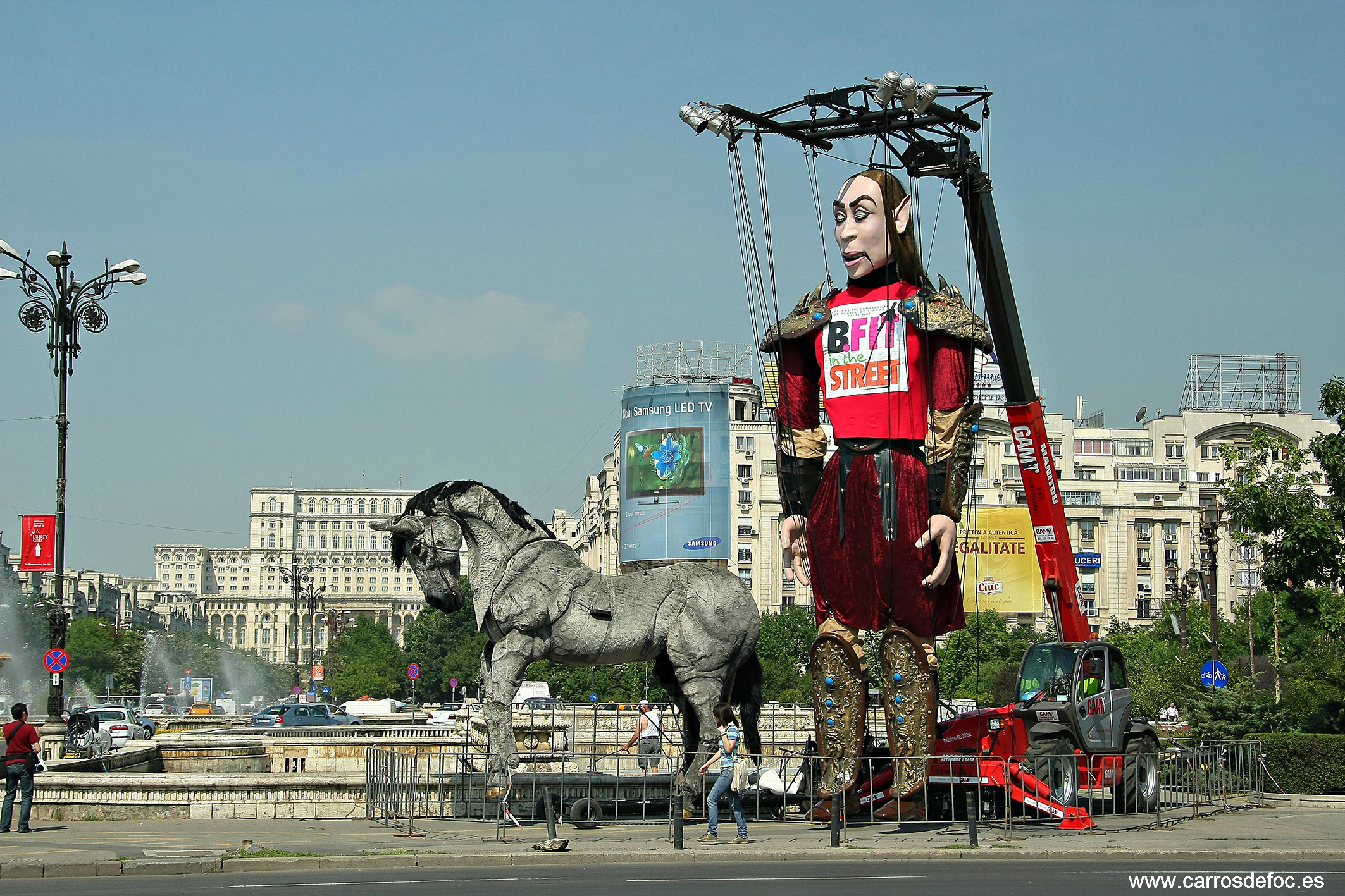
Marioneta gigante frente al parlamento rumano en Bucarest. Se trata del personaje Salvador creado por la compañía de teatro urbano Carros de Foc, creada en 1994 y que tiene su sede en la localidad alicantina de San Vicente del Raspeig.

En el siglo XX y los primeros años del XXI, títeres y marionetas se han usado con frecuencia como instrumento de la libertad de expresión en la sátira política y social, convirtiéndose en caricatura de los famosos, tanto en el ámbito de las compañías de títiriteros como en el mundo de la televisión.

## SigloXXI
En el siglo XXI con la evolución de robótica ha surgido un denominación moderna latina que pretende denominar "MARIONETA"  a los robots que puedan imitar el comportamiento humano diferenciándolos de los denominados "Cíborg".
Esta denominación se ha hecho popular con series televisivas como: Saber Marionette J  donde el término toma las connotaciones antes mencionadas. Y resultando un término actualizado para nuevas generaciones.

## Tipos de títeres

### Títere de guante

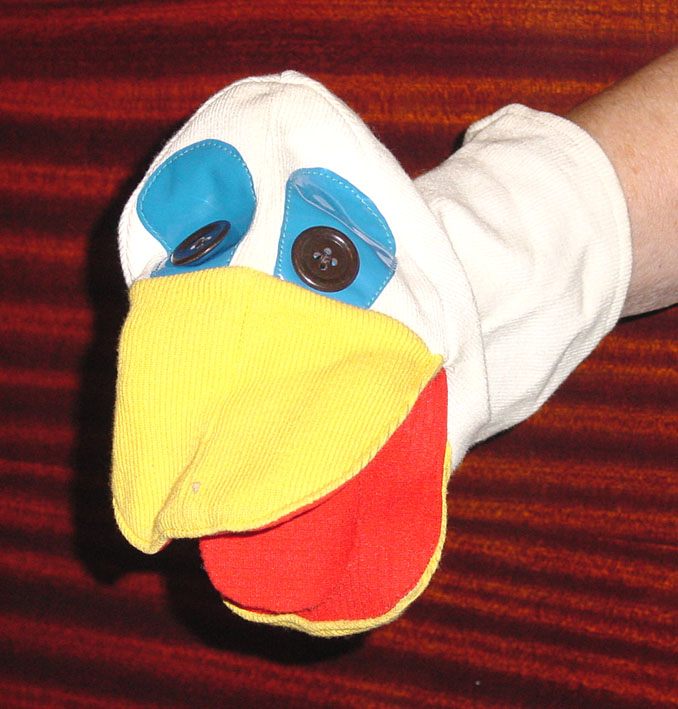
Marioneta de guante

Los títeres de guante a su vez se diferencian en el manejo:
- Clásico: dedo índice para la cabeza, corazón y pulgar para los brazos (a veces también meñique y pulgar)
- Catalán: dedo índice, corazón y anular para cabeza y hombros, meñique y pulgar para los brazos.
- Japonés: la cabeza lleva en su base una bola que se sujeta entre los dedos índice y corazón y las manos van enganchadas directamente en los dedos pulgar y meñique. El traje va colocado posteriormente sobre la mano.

En sus orígenes, el espectáculo de títeres de guante era rudo y violento. En Sicilia, es el teatro de Polichinela: elemental y enigmático rito de lucha y muerte, que recibe otros nombres en distintos países: Punch y Judy en Inglaterra, don Cristóbal Polichinela en España, Petruska en Rusia. En todos ellos el protagonista dialogaba con el público y lo implicaba en una alegre serie de asesinatos que se extendían desde los vecinos hasta los representantes del poder: el policía, el verdugo, y los personajes sobrenaturales: la muerte, el diablo.
Variaciones: Un tipo de títere que se podría considerar como una variación es aquel en que se puede abrir y cerrar su boca, gracias a que es de mayor tamaño y tiene la boca articulada; con la otra mano se mueve uno de los brazos del títere. Para mover el otro brazo se necesita un ayudante.

### Títere de peana

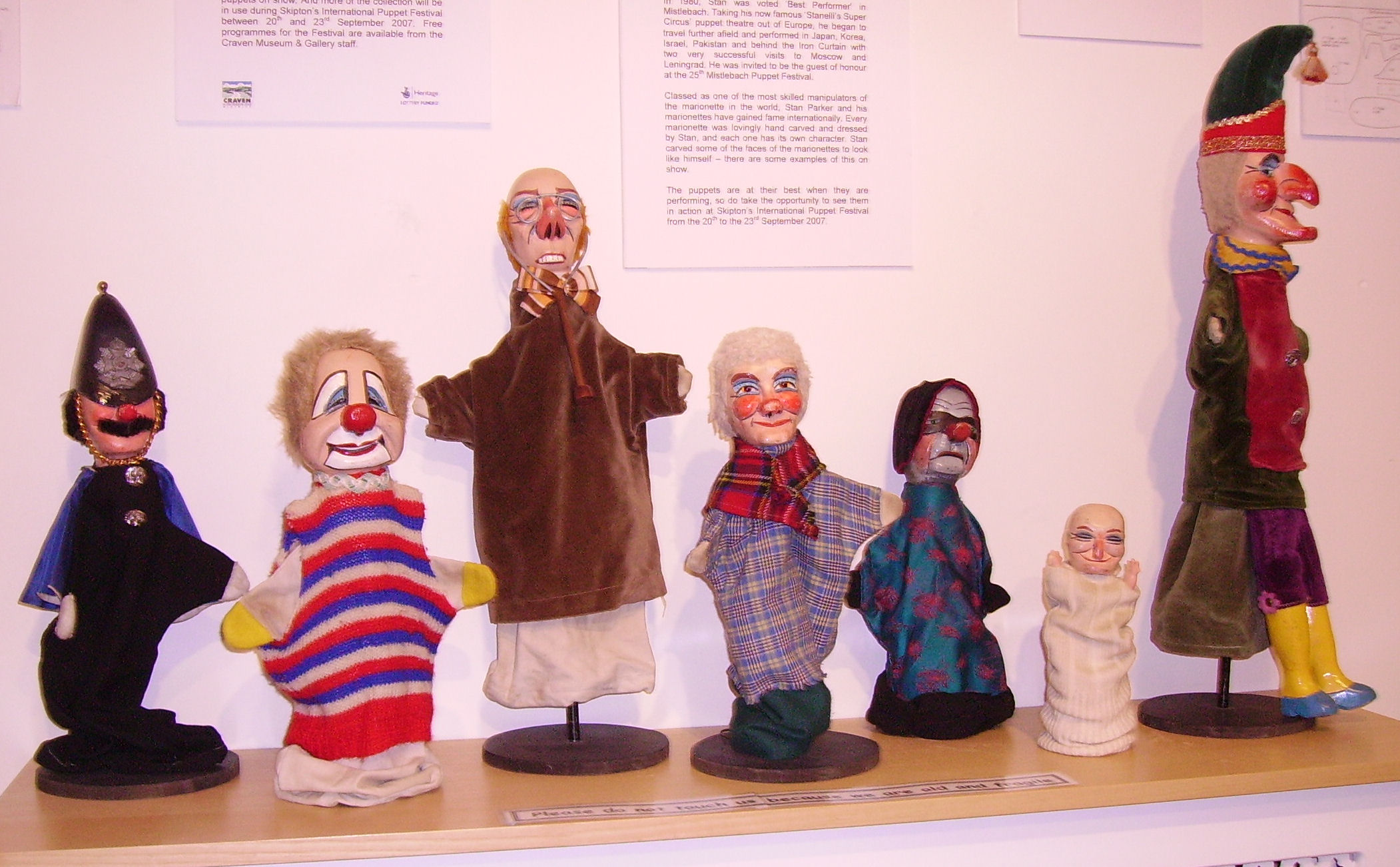
Marionetas de peana.

Los títeres de peana son aquellos que están sujetos a través de una varilla colocada en su parte inferior a un soporte de madera, al cual que se le denomina "peana". El movimiento de sus extremidades se consigue acompañado de varillas.
Existen títeres de peana simple, generalmente para manipular personajes humanos, y títeres de doble peana para animales.
En su versión más tradicional el títere de peana se desplaza sobre una pista situada por debajo del nivel del escenario y se mueve paralelo a la embocadura, el movimiento se limita a izquierda/derecha y derecha/izquierda. De esta manera los pies de la marioneta quedan al nivel del suelo de la escena.
Aunque también se conocen montajes teatrales que prescinden de la pista o rail y la marioneta se desplaza sobre una mesa o tarima, así el movimiento de las marionetas, además de izquierda/derecha, incorpora también delante/detrás, así como el desplazamiento diagonal.

### Otros tipos

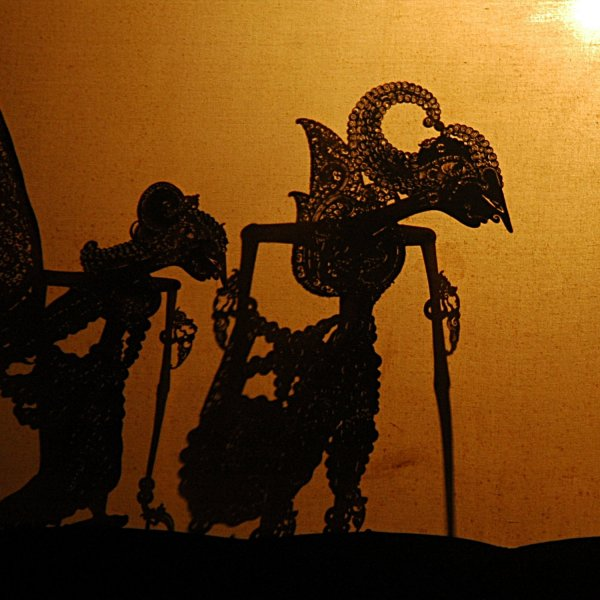
Títeres javaneses

- Muppets (o "bocones" en México, variante de los fantoches);[14]
- Títere de hilos para mesa (marioneta de mesa);
- Títere de varillas en siluetas (títeres javaneses);[15]
- Títere de sombras (opacas o traslúcidas);
- Siluetas (silueta articulada o títere "planista").[16]

## Expresiones relacionadas
- No dejar títere con cabeza. Expresión que se refiere a la destrucción completa y minuciosa de alguna cosa.
- En lenguaje figurado, la palabra títere se usa para referirse -generalmente de manera despectiva o peyorativa- a una persona o institución que no tiene capacidad de decisión o voluntad propias, y que obedece a los designios o intereses de otros. Por ejemplo: La fatal debilidad de carácter de Enrique III lo hizo fácil títere de su esposa, quien era la que en verdad gobernaba.

## Sinónimos

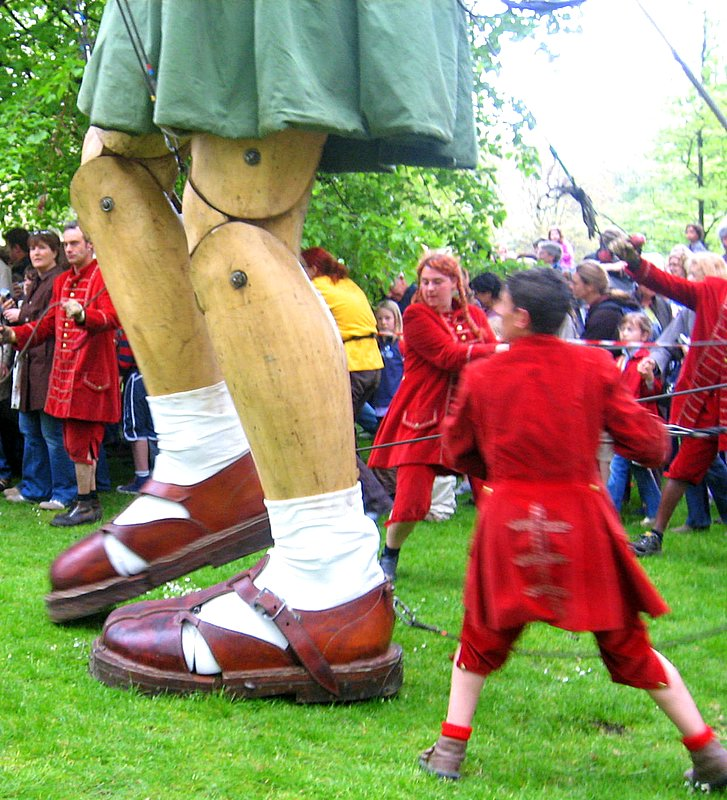
Detalle de las piernas de "La pequeña giganta", entre los titiriteros de la compañía Royal de Luxe, en Londres, en mayo de 2006.

El término o concepto marioneta puede aparecer, tanto en el lenguaje cotidiano o popular como en contextos académicos y oficiales, como sinónimo de:
- Títere
- Guiñol
- Fantoche (del italiano 'fantoccio'. Marioneta articulada de hilos; por extensión, personaje grotesco), es término común en Galicia, Portugal, Brasil (como uso alternativo de boneco, es decir "muñeco") y otros países iberoamericanos.[18]
- O denominando a los «puppi» sicilianos y los polichinelas de la tradición de la comedia del arte italiana.[19]
- También puede sustituir al término genérico "muñecos", en el contexto de teatro de muñecos.

## Teatros históricos

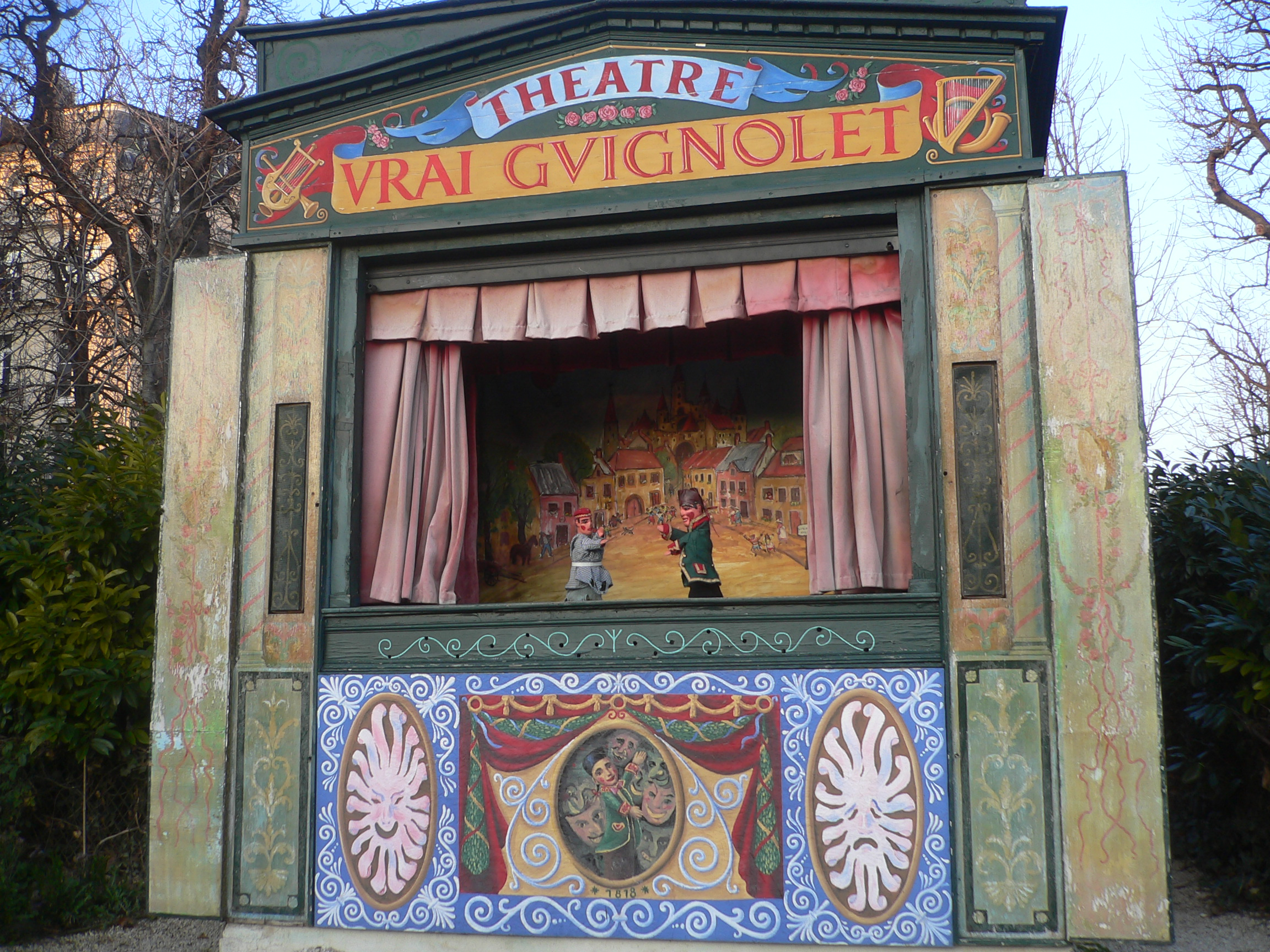
Marionetas en los Campos Elíseos (París).

- Bread and Puppet Theatre (Estados Unidos)
- Marionnettes des Champs-Élysées (Francia)
- Royal de Luxe (Francia)
- Teatro de Títeres de Obraztsov (Rusia)
- Teatro real de Toone (Bélgica)

## Museos
- Museo del Títere en Cádiz (España)
- Museo Argentino del Títere en Buenos Aires
- Museo Vivo del Títere en Maldonado (Uruguay)
- Museo de Títeres de Valparaíso (Chile)
- Museo Nacional del Títere (México)
- Museo de Títeres de Lubeca (Alemania)
- Museo Gadagne en Lyon (Francia)
- Centro internacional del títere, en Tolosa (Guipúzcoa)
- Museo Internacional de Títeres de Albaida, en Valencia